# Comando actualidad
Comando actualidad es un programa de Televisión Española que cada semana muestra un tema de actualidad, a través de las miradas de diferentes reporteros callejeros, las cuales se complementan para mostrar la totalidad del tema. Desde el año 2013, los programas emitidos durante el verano se denominan Comando al sol.

## Historia
Su primera emisión fue el 11 de marzo de 2008, consiguiendo gran popularidad en sus inicios, llegando a contar con una media de tres millones de espectadores durante su tercera temporada. Tras una paulatina reducción de las audiencias, en los años siguientes se estabilizó con una audiencia fiel de alrededor de un millón de espectadores. Sin embargo, a partir de 2020 sufrió una nueva pérdida de espectadores que provocó su relegación a las mañanas de La 1 en 2023, pasando a emitirse en la La 2 en su última temporada y siendo defintivamente cancelado en junio de 2025, tras 17 años de emisión y 700 programas.
Todos los reportajes pueden verse completos en Internet, a través de RTVE Play.

## Equipo
El equipo de Comando actualidad estuvo formado por:
- Sara Lozano
- Rocío Orellana
- Julia Varela
- Mario Montero
- Teresa Perales
- Mila Payo
- Mónica Hernández
- Juan Carlos Cuevas
- Silvia Sánchez
- Federico Cardelús
- Ricard Savaté
- Lucía Pérez Valero
- Silvia Pérez

## Audiencias y reportajes
| Temporada | Temporada | Programas           | Estreno                  | Final                 | Audiencia media | Audiencia media |
| Temporada | Temporada | Programas           | Estreno                  | Final                 | Espectadores    | Cuota           |
| --------- | --------- | ------------------- | ------------------------ | --------------------- | --------------- | --------------- |
|           | 1         | 21                  | 11 de marzo de 2008      | 29 de agosto de 2008  | 870 000*        | 10,5%*          |
|           | 2         | 40                  | 5 de septiembre de 2008  | 29 de julio de 2009   | 1 965 000       | 13,3%           |
|           | 3         | 42                  | 2 de septiembre de 2009  | 28 de julio de 2010   | 3 088 000       | 16,8%           |
|           | 4         | 40                  | 1 de septiembre de 2010  | 31 de agosto de 2011  | 2 214 000       | 12,0%           |
|           | 5         | 37                  | 7 de septiembre de 2011  | 1 de agosto de 2012   | 2 189 000       | 11,3%           |
|           | 6         | 38                  | 5 de septiembre de 2012  | 26 de junio de 2013   | 1 787 000       | 9,4%            |
| 7         | 6         | 3 de julio de 2013  | 14 de agosto de 2013     | 1 349 000             | 9,2%            |                 |
|           | 7         | 38                  | 4 de septiembre de 2013  | 24 de junio de 2014   | 1 846 000       | 9,8%            |
| 8         | 7         | 1 de julio de 2014  | 14 de agosto de 2014     | 1 557 000             | 10,1%           |                 |
|           | 8         | 36                  | 3 de septiembre de 2014  | 22 de junio de 2015   | 1 746 000       | 9,5%            |
| 9         | 8         | 1 de julio de 2015  | 26 de agosto de 2015     | 935 000               | 8,4%            |                 |
|           | 9         | 38                  | 3 de septiembre de 2015  | 6 de julio de 2016    | 1 318 000       | 10,9%           |
| 6         | 9         | 13 de julio de 2016 | 31 de agosto de 2016     | 1 470 000             | 10,5%           |                 |
|           | 10        | 38                  | 7 de septiembre de 2016  | 27 de junio de 2017   | 1 043 000       | 7,3%            |
| 9         | 10        | 4 de julio de 2017  | 30 de agosto de 2017     | 1 360 000             | 9,8%            |                 |
|           | 11        | 34                  | 20 de septiembre de 2017 | 25 de junio de 2018   | 578 000         | 8,3%            |
| 7         | 11        | 30 de julio de 2018 | 3 de septiembre de 2018  | 1 250 000             | 9,6%            |                 |
|           | 12        | 37                  | 17 de septiembre de 2018 | 2 de julio de 2019    | 495 000         | 7,4%            |
| 8         | 12        | 9 de julio de 2019  | 3 de septiembre de 2019  | 1 112 000             | 8,8%            |                 |
|           | 13        | 22                  | 17 de septiembre de 2019 | 11 de marzo de 2020   | 535 000         | 5,6%            |
| 10        | 13        | 30 de junio de 2020 | 1 de septiembre de 2020  | 1 153 000             | 8,8%            |                 |
|           | 14        | 32                  | 14 de octubre de 2020    | 15 de julio de 2021   | 396 000         | 4,6%            |
| 8         | 14        | 21 de julio de 2021 | 8 de septiembre de 2021  | 862 000               | 7,6%            |                 |
|           | 15        | 34                  | 14 de septiembre de 2021 | 30 de junio de 2022   | 346 000         | 4,8%            |
| 8         | 15        | 26 de julio de 2022 | 6 de septiembre de 2022  | 495 000               | 5,3%            |                 |
|           | 16        | 39                  | 13 de septiembre de 2022 | 27 de agosto de 2023  | 206 000         | 5%              |
|           | 17        | 14                  | 14 de octubre de 2023    | 17 de febrero de 2024 | 215 000         | 6%              |
|           | 18        | 16                  | 9 de marzo de 2024       | 13 de julio de 2024   | 174 000         | 5,7%            |
|           | 19        | 40                  | 14 de septiembre de 2024 | 19 de julio de 2025   | 117 000         | 3,8%            |